# ژاپن (فیلم ۲۰۰۲)
ژاپن (اسپانیایی: Japón‎) فیلمی در ژانر درام به کارگردانی کارلوس ریگاداس است که در سال ۲۰۰۲ منتشر شد.